# Liste der Monuments historiques in Hallignicourt
Die Liste der Monuments historiques in Hallignicourt führt die Monuments historiques in der französischen Gemeinde Hallignicourt auf.

## Liste der Objekte
| Bezeichnung                    | Beschreibung                                                       | Standort        | Kennzeichnung | Schutzstatus | Datum | Bild |
| ------------------------------ | ------------------------------------------------------------------ | --------------- | ------------- | ------------ | ----- | ---- |
| Reiterskulptur Heiliger Martin | Holz, farbig gefasst, 16. Jahrhundert; 1966 nach Planrupt verkauft | in Privatbesitz | PM52000510    | Classé       | 1966  |      |